# Foz Futsal
O Foz Futsal é clube de futsal brasileiro da cidade de Foz do Iguaçu, oeste do Paraná. Suas cores são o Verde e Branco, a equipe manda seus jogos no ginásio Costa Cavalcanti, com capacidade para 4.500 pessoas.

## História
O Foz Futsal foi fundado em 1996, vindo a se tornar uma das mais tradicionais equipes do salonismo paranaense. O clube nasceu, em meio a evolução da modalidade, em âmbito nacional e estadual, e da carência de uma instituição esportiva que contemplasse um elo de ligação dos iguaçuenses com sua cidade .
Já no seu ano de estreia, é campeão da Chave Ouro de 1996. Em 1997, participa do seu primeiro torneio nacional, a Taça Brasil de clubes. Na Chave Ouro, mantém a hegemonia, conquistando o bi-campeonato.
No ano de 1998 sedia a 30ª edição da Taça Brasil, mesmo não conseguindo o título, sua torcida deu exemplo de fidelidade, o apoiando incondicionalmente, a cada partida realizada. Em 1999, ingressa pela primeira vez na Liga Nacional de Futsal, terminando no 11º lugar, já no estadual, encerra em terceiro. No Campeonato Paranaense de 2000, termina na segunda posição, ficando em décimo segundo, na Liga.
Na Liga Futsal 2001, obtém ótimo desempenho, figurando na 4ª colocação ao término do torneio, coroando o alto investimento da equipe, que tinha nomes como Anderson, Danilo e Ortiz. Embalado pela boa campanha na Liga, na Ouro a equipe se torna tri-campeã.
Os períodos subsequentes ao título, 2003, 2004 e 2005, são marcados por fracas campanhas no Paranaense, fruto dos baixos investimentos na formação do grupo de atletas, fato que seguiu até 2006, quando o clube é rebaixado. Em 2009, retorna a elite do futsal no estado, depois de três anos, ocupando a nona colocação. Em 2010, torna a disputa da Liga Futsal, terminado no 12.º Lugar, no estadual faz um campeonato irregular ficando na nona posição, pela segunda temporada consecutiva.
Com péssima campanha em 2011, é novamente rebaixado , porém retornou a principal competição do estado depois do vice-campeonato da Chave Prata em 2012.
Recém promovido em 2013, conseguiu chegar à segunda fase do Paranaense, porém acabou sendo eliminado, no ano seguinte, 2014, por falta de apoio financeiro acabou desistindo da competição.

## Títulos
| ESTADUAIS | ESTADUAIS                       | ESTADUAIS | ESTADUAIS         |
|           | Competição                      | Títulos   | Temporadas        |
| --------- | ------------------------------- | --------- | ----------------- |
| Paraná    | Campeonato Paranaense de Futsal | 3         | 1996, 1997 e 2001 |
| Paraná    | Copa Cataratas                  | 1         | 1998              |
| Paraná    | Copa Verão de Futsal            | 1         | 1998              |

### Outros
- Copa Millenium: 1 (2001)

### Campanhas de Destaque
- 4º Lugar Liga Nacional de Futsal: 2001
- Vice-Campeão Campeonato Paranaense de Futsal Chave Ouro: 2000
- 3º Lugar Campeonato Paranaense de Futsal Chave Ouro: 1999
- Vice-Campeão dos Jogos Abertos Paranaenses: 1999
- Vice-Campeão dos Jogos Abertos Regionais: 2001